# 维也纳大学法学院
维也纳大学法学院（Rechtswissenschaftliche Fakultät der Universität Wien），也称Juridicum，成立于1402年，是维也纳大学15个二级学院之一，有超过1万学生，是德语世界最大的法学教研机构。

## 历史

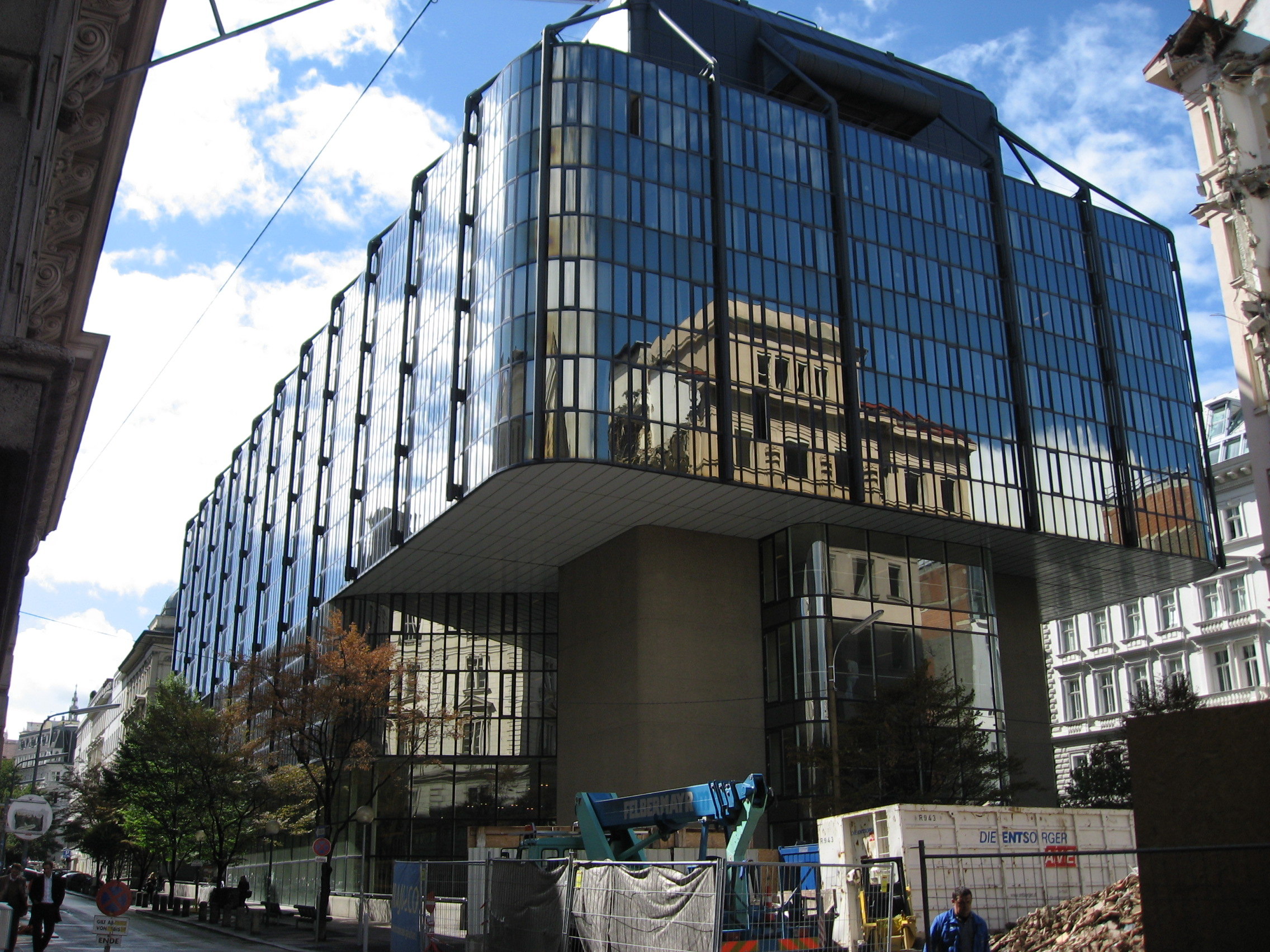
主建筑

从1365年到1385年，维也纳大学的创始文件已经规定了法学，但教学直到1402年才开始，最初仅限于教会法。经过几次失败的尝试，罗马法于1494年被添加。随着1753年的特蕾西亚教育改革，学科范围才得以扩大。弗朗茨·冯·泽勒（Franz von Zeiller）于1810年制定的课程首次将奥地利私法作为一门单独的学科引入。
18世纪以来学科范围的扩大意味着非法律学科，特别是政治学、经济学和统计学，也越来越多地成为该学院的一部分，改称法律与国家科学学院（Rechts- und Staatswissenschaftliche Fakultät）。1975年拆分为法学院和社会经济科学学院（Sozial- und Wirtschaftswissenschaftliche Fakultät）。后者随后又多次分裂，包括今天维也纳大学经济学院、维也纳大学计算机科学学院以及维也纳大学社会科学学院。